# Église Saint-Thibaud de Saint-Léger-sous-Brienne
L'église Saint-Thibaud est une église située à Saint-Léger-sous-Brienne, en France.

## Description
L'église fut construite sur plusieurs périodes: au quatrième quart du XIIe siècle, au XVIe siècle et à la deuxième moitié du XVIIIe siècle.
Les décors intérieurs datent du quatrième quart du XVIIIe siècle.

## Localisation
L'église est située sur la commune de Saint-Léger-sous-Brienne, dans le département français de l'Aube.

## Historique
L'édifice est inscrit au titre des monuments historiques en 1983 et classé en 1983.